# Cryptocarya mackeei
Cryptocarya mackeei är en lagerväxtart som beskrevs av André Joseph Guillaume Henri Kostermans. Cryptocarya mackeei ingår i släktet Cryptocarya och familjen lagerväxter. Inga underarter finns listade i Catalogue of Life.